# Rue Saint-Julien (Reims)
Pour les articles homonymes, voir Rue Saint-Julien.
La rue Saint-Julien est une voie de la commune française de Reims.

## Situation et accès
La rue descend depuis la place Saint-Timothée par une voie à double sens.

## Origine du nom
Elle tient son nom de l'ancienne église Saint-Julien.

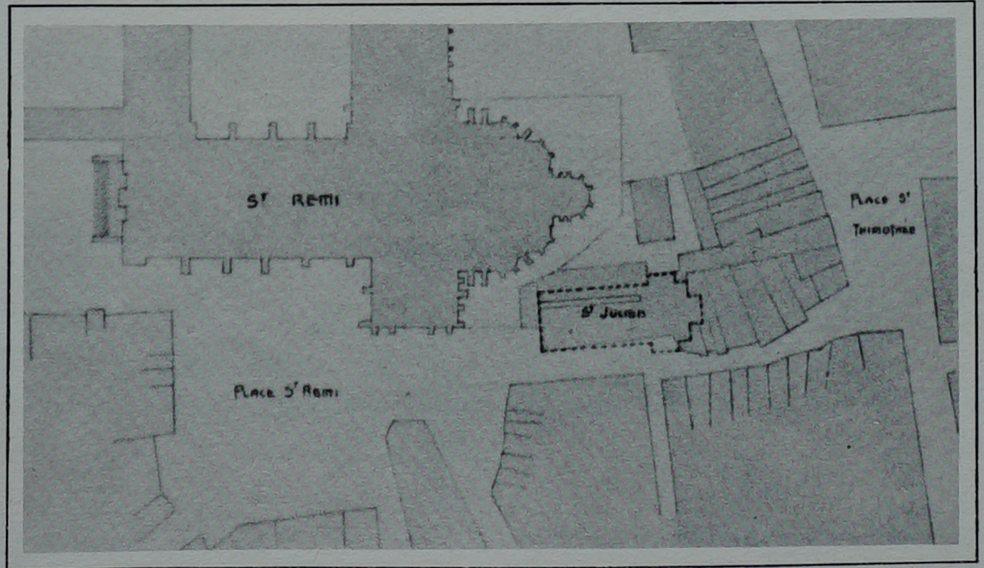
La rue st-Julien au sud de la basilique et l'ancienne église, début XIXe.

## Historique
Après avoir porté le nom de « rue de la Bonne-Femme », en raison d'une enseigne elle prend sa dénomination actuelle en 1841.

## Bâtiments remarquables et lieux de mémoire

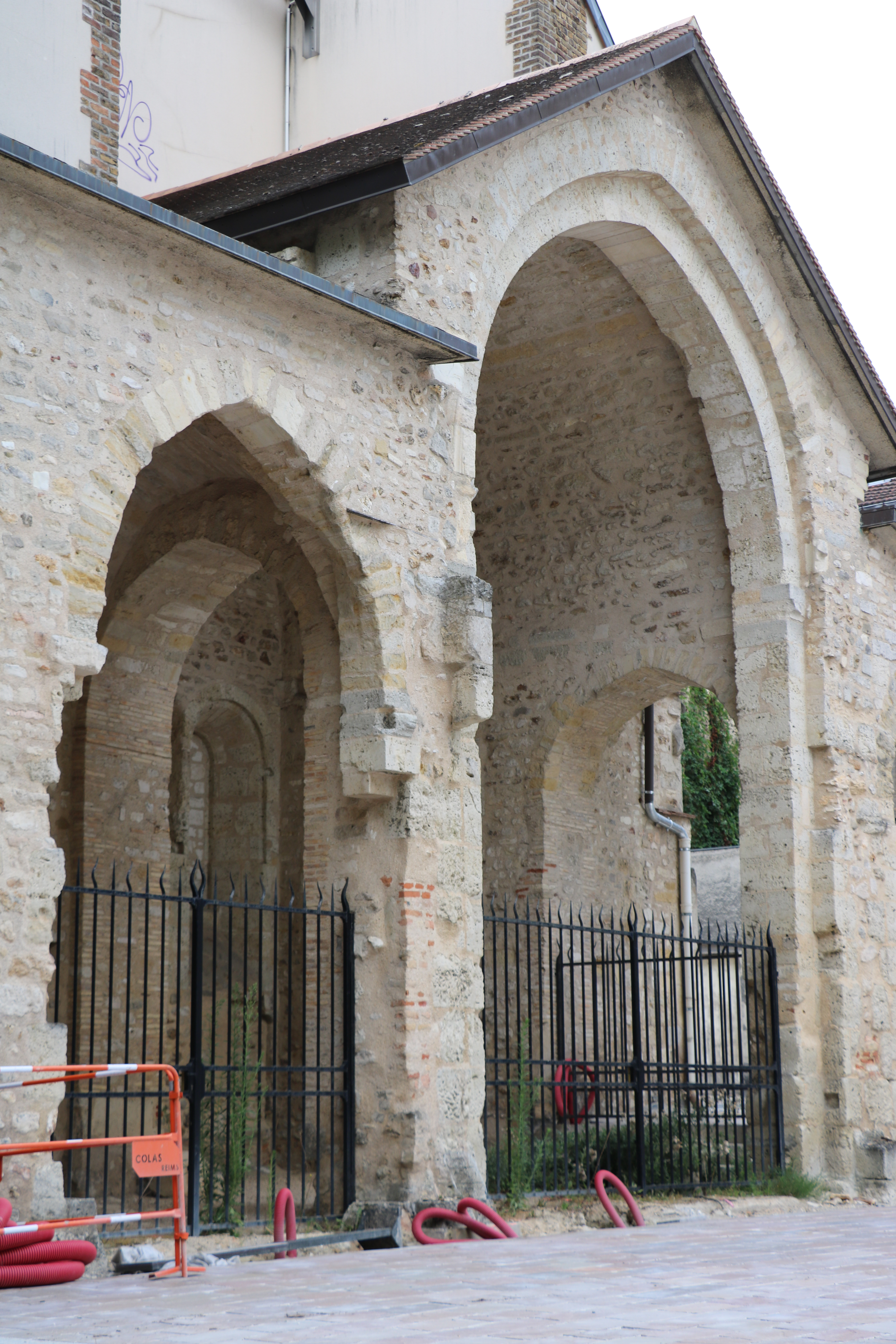
Restes de l'église st-Julien ayant sur la trace de sa nef la statue du baptême de Clovis.